# Cortez (Floryda)
Cortez – miejscowość spisowa w Stanach Zjednoczonych, w stanie Floryda, w hrabstwie Manatee, nad Zatoką Meksykańską.